# سرعوف كبير الأجنحة
سرعوف كبير الأجنحة (الاسم العلمي: Mantis macroalata) هو نوع من الحشرات يتبع جنس السرعوف المصلي من فصيلة السراعيف المصلية. تم وصف هذا النوع من الحشرات علمياً لأول مرة من قبل آر لندت (بالإنجليزية: Aare Lindt)‏ سنة 1973.